# The Jokers
The Jokers waren een Belgische rockgroep die vooral in de jaren 60 succes had. De groep, afkomstig uit Antwerpen, concentreerde zich vooral op gitaarmuziek.
Grammofoonplaten van deze groep werden tijdens hun meest succesrijke periode, het midden van de jaren 60, over de hele wereld uitgebracht, eerst enkel singles, later ook volledige LP's. Vooral in Japan werd veel materiaal van de groep uitgebracht. Door de jaren heen is er altijd een internationale belangstelling voor hun gitaarmuziek blijven bestaan.

## Historiek

### Ontstaan op 'Sint Anneke'
De Jokers ontstonden in 1959 als rock-'n-roll groep op de linkeroever van de Schelde, aan het Sint-Annastrand (in de volksmond  't strand van Sint-Anneke), een plek waar zich destijds veel dancings en kermisattracties bevonden. In de eerste bezetting speelden Jos Clauwers (gitaar), François de Boeck (sologitaar), Jos Raes (bas), Tim Visterin (gitaar en zang) en Gerald Pepermans alias Danny Pepper (drums).

### Cecilia Rock
In 1960 kwam André Vandenbroucke als vervanger van zanger Tim Visterin bij de Jokers. Hij bewerkte het volksliedje Ik Zag Cecilia Komen tot Cecilia Rock'. Er gingen meer dan 100.000 exemplaren van hun Philipsplaat over de toonbank en het nummer stond maandenlang hoog in de Vlaamse hitparade genoteerd (het fenomeen gouden plaat bestond toen nog niet). In navolging van dit ongekende succes werden platen als Kwezelke, Congo rock en  Manneke Twist uitgebracht.

### Ronny Sigo
In 1962 verlieten zowel zanger André Vandenbroucke als sologitarist François de Boeck de Jokers en kwam Ronald 'Ronny' Sigo de ex- gitarist van The Bonanzas uit Merksem de groep versterken. Met deze zeer talentvolle 15-jarige gitarist in hun midden ging de muzikaliteit met sprongen omhoog. Met zijn voortreffelijke uitvoering van Caravan gespeeld op zijn Fender Jazzmaster-gitaar gaf Ronny Sigo in 1963 zijn visitekaartje af.

### Los Jokers
Louis van Rymenant werd hun manager en contracteerde de groep ook voor zijn platenlabel 'Discostar'. Hij stuurde de Jokers eind 1962 op tournee door Duitsland met Kurt Edelhagen en Bill Ramsey en zette ze daarna voor twee maanden als grote attractie op het Florida Park in Madrid. Het Spaanse Polydor label bood hun aan om een LP op te nemen. De instrumentale LP werd in 1963 als 'Guitarras en Stereo' in Spanje uitgebracht en een jaar later in Japan. Wat vooral opviel waren de Nederlandse Indo-Rock invloeden in nummers als  La Paloma, Danube Waves en  Spanish Harlem. Tijdens het afwerken van een maandcontract in de Duitse club Ringstube in Mannheim begin 1963, speelden ze samen met The Tielman Brothers en maakten ze kennis met de indorock en deze stijl plus invloeden van Les Paul en The Ventures zouden de sound van de Jokers blijven inspireren.

### Instrumentale singles
In de periode 1963-1965 werden van de Jokers een aantal goed verkopende instrumentale rock singles uitgebracht op Discostar, Cardinal en Arcade. Ronny Boy een bewerking van  Danny Boy verscheen evenals de achterkant van de plaat Moscow Guitars  (bewerking van de Russische traditional Two Guitars) in de onderste regionen van de hitparade. Andere populaire singles van de groep waren Spanish Hully gully, Sabre Dance van de Armeense componist Aram Khachaturian en Tabou. Hun eerste LP 'Beat Guitars' uit 1964 werd in meer dan 10 landen uitgebracht, waaronder Nederland, Japan, Duitsland en Zuid-Afrika. Het nummer Football Boogie op deze LP werd door de Belgische TV omroep (BRT) gebruikt als achtergrondtune bij samenvattingen van voetbalwedstrijden.

### LP-groep
Vanaf 1965 werden de Jokers een LP groep. Op het Arcade label - Arcade Records verscheen in 1965 hun LP 'Go Discotheque', die weer in diverse landen werd uitgebracht. In 1966 verscheen de LP in Amerika op het Monument label. Speciaal voor Japan werd eind 1965 een Kerst LP opgenomen, 'Beat On Christmas'. In 1966 verschenen er zelfs instrumentale 4 LP's van de Jokers. Op de laatste hiervan, 'New sound', was de groep al aan het experimenteren gegaan met koperblazer G. Buytaert alias Guustje Tuit als 5e ‘Joker’ in de bezetting.

### Einde van de Jokers in 1969
In augustus 1966 werden voor de Elvis Presley film 'Double Trouble' opnamen gedraaid in Brugge en Antwerpen. Jos Clauwers werd als figurant aangezocht en is in de film op de achtergrond zichtbaar.
Drummer Danny Pepermans werd in de nadagen nog tijdelijk vervangen door Freddy Hendrickx. In 1970 bouwden Jos Clauwers en Ronny Sigo hun eigen 24-sporen studio in Schelle en op hun platenmerk Reward brachten ze nog een aantal vokale singles van de Jokers uit. Het nummer Gauchos uit 1971 is hun opvallende laatste instrumental.